# SuperSanremo 2002
SuperSanremo 2002 è un album compilation pubblicato nel marzo 2002 dall'etichetta discografica Sony Music.
La raccolta è composta da 2 CD. Il primo contiene 14 dei 20 brani presentati nella sezione "Campioni" del Festival di Sanremo 2002, mentre il secondo comprende 13 dei 16 brani proposti dai "Giovani" e 2 interpretati da altrettanti ospiti della manifestazione.
Sono assenti per indisponibilità dei diritti, gli artisti Gazosa, Filippa Giordano e Loredana Bertè.

## Tracce

### CD 1
1. Gino Paoli - Un altro amore
2. Michele Zarrillo - Gli angeli
3. Alexia - Dimmi come...
4. Alessandro Safina - Del perduto amore
5. Fausto Leali e Luisa Corna - Ora che ho bisogno di te
6. Daniele Silvestri - Salirò
7. Enrico Ruggeri - Primavera a Sarajevo
8. Patty Pravo - L'immenso
9. Nino D'Angelo - Marì
10. Fiordaliso - Accidenti a te
11. Mino Reitano - La mia canzone
12. Lollipop - Batte forte
13. Mariella Nava - Il cuore mio
14. Matia Bazar - Messaggio d'amore

### CD 2
1. La Sintesi - Ho mangiato la mia ragazza
2. Giuliodorme - Odore
3. Daniele Vit - Non finirà
4. Simone Patrizi - Se poi mi chiami
5. Plastico - Fruscio
6. Archinuè - La marcia dei santi
7. Giacomo Celentano - You and Me
8. Offside - Quando una ragazza c'è
9. Botero - Siamo treni
10. Andrea Febo - All'infinito
11. Dual Gang - Sarà la primavera
12. 78 Bit - Fotografia
13. Marco Morandi - Che ne so
14. Anastacia - Paid My Dues
15. Destiny's Child - Survivor